# Aultgrishan
Aultgrishan is een dorp in de Schotse lieutenancy Ross and Cromarty in het raadsgebied Highland, ongeveer 3 kilometer van Melvaig, in de buurt van Gairloch.